# Lanurile (okręg Braiła)
Lanurile – wieś w Rumunii, w okręgu Braiła, w gminie Viziru. W 2011 roku liczyła 2275 mieszkańców.